# Pál Kalmár
Pál Kalmár (Mezőtúr, 6 settembre 1900 – Budapest, 21 novembre 1988) è stato un cantante ungherese.
La sua notorietà a livello internazionale è legata in particolare alla canzone Szomorú vasárnap del 1935. Raggiunse l'apice del successo tra gli anni trenta e quaranta, ma continuò ad esibirsi fino agli anni sessanta.

## Biografia
Pál Kalmár nacque in una famiglia benestante ungherese: suo padre era un giudice nel comitato di Jász-Nagykun-Szolnok, sua madre una discendente della famiglia Czebe. Indirizzato alla carriera militare, all'età di 19 anni optò per dedicarsi al teatro.
Come detto, la sua carriera raggiunse l'apice del successo tra gli anni trenta e quaranta. Nel 1935 incise la versione in ungherese di Szomorú vasárnap, scritta da László Jávor e musicata da Rezső Seress, che fu in seguito tradotta in numerose lingue e fu portata al successo da Billie Holiday. Nello stesso anno, recitò nel film Szent Péter esernyője, basato su un racconto di Kálmán Mikszáth.
Durante la seconda guerra mondiale la sua carriera subì un'interruzione. Riprese a cantare a tempo pieno dopo la guerra. Un'importante operazione alla gola nel 1968 lo portò a perdere permanentemente la voce.